# 美国驻欧非空军
美国驻欧非空军（United States Air Forces in Europe – Air Forces Africa，簡稱USAFE-AFAFRICA），为美國空军的一級司令部之一，亦是美国本土外两个主要空军司令部之一（另一个为美国太平洋空军司令部）。除此之外，美国驻欧非空军同時為美国歐洲司令部以及美国非洲司令部組成部分之一。現時美国驻欧非空军总部驻德国拉姆施泰因空军基地。现有总兵力3万人左右。美国驻欧非空军在作战上受美军欧洲司令部及美军非洲司令部指挥，在行政及支援系统方面由美国空军参谋长指挥管理。2012年4月美国驻欧空军接收美国驻非空军，形成本司令部至今。

## 歷史

### 戰後
二戰結束後出於對美國歐洲空軍（USAFE）和美國歐洲陸軍 (USAREUR) 的大規模縮編的擔憂，德國盟軍高級委員會的美國成員約翰·J·麥克洛伊 (John J. McCloy) 非常擔心可用部隊不足以確保美國佔領區的和平過渡。美國的歐洲戰時盟友英國和法國也迅速復員。

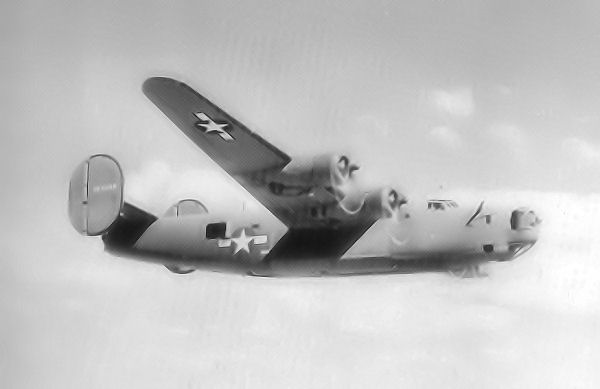
RB-24 偵察機，用於執行“凱西瓊斯（Casey Jones）”偵察任務。照相機安裝在機頭和炸彈艙中。

為了為未來做準備，美國空軍與英國皇家空軍開始在德國蘇聯佔領區領土上空進行一系列測繪飛行，這導致了許多小規模衝突和高度緊張局勢。1945年秋至1947年間，在凱西瓊斯行動（Operation Casey Jones）中大規模繪製了西歐和中歐、北非和大西洋群島的地圖。凱西瓊斯的飛行由偵察型RB-24解放者（前“F-7”型）和RB-17飛行堡壘（前稱“F-9”）完成。這些偵察機飛越西方盟軍佔領區，部分飛機也在蘇聯地區上空飛行。蘇聯戰鬥機經常向在其占領區上空飛行的美國飛機開火。1946年4月22日，一架道格拉斯C-47運輸機在奧地利蘇聯佔領區的維也納附近的圖爾恩空軍基地附近遭到蘇聯P-39戰鬥機襲擊。8月9日，南斯拉夫戰鬥機向另一架美國空軍C-47開火併迫使其迫降。

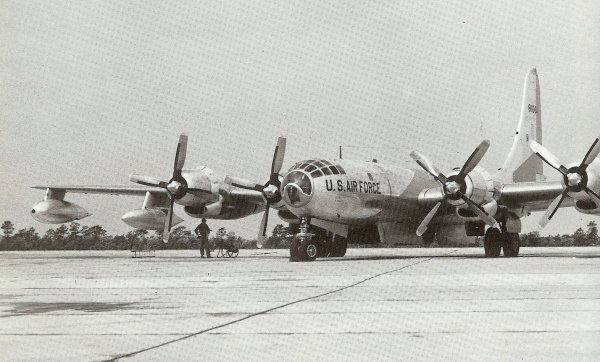
1946年，美國戰略空軍司令部的KB-50轟炸機抵達德國

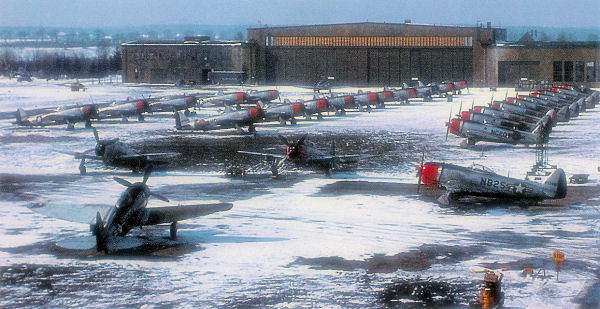
1949年，美國空軍第86戰鬥機聯隊的F-47D戰鬥機部署在德國紐比堡空軍基地

蘇聯在東歐的活動使西方盟國不安。哈里·S·杜魯門總統決定對蘇聯採取強硬路線，以免局勢演變成一場新的戰爭。在德國，慕尼黑附近的菲爾斯滕費爾德布魯克空軍基地、維爾茨堡附近的吉伯爾施塔特和法蘭克福附近的萊茵-美因的空軍基地進行了重建，以容納波音B-29超級堡壘轟炸機。由於航程有限，美國戰略空軍司令部(SAC) 希望其B-29機隊盡可能靠近蘇聯，因此決定將。SAC的一部分B-29轟炸機隊輪換穿越歐洲。1946年11月，來自亞利桑那州戴維斯-蒙森空軍基地的第43轟炸機大隊的6架B-29轟炸機被部署到伯頓伍德皇家空軍基地，然後前進部署到德國的各個基地，作為“訓練部署”。作為“展示旗幟”行動的一部分，B-29被飛往法國、土耳其、希臘的基地，並沿著保加利亞和蘇聯的邊界飛越黑海。1947年5月，戰略空軍司令部開始了額外的“訓練部署”，在德國的吉伯爾施塔特和菲爾斯滕費爾德布魯克部署了一些B-29。這些B-29中隊不斷輪換返回美國。被輪換的新中隊所取代。SAC還將B-29部署到英國，在那裡它們於皇家空軍馬勒姆久基地、皇家空軍沃丁頓基地、皇家空軍斯坎普頓基地和皇家空軍萊肯希思基地論調。
美國還向希臘軍隊提供軍事援助，幫助其抵抗共產黨。提供了AT-6德州佬教練機和C-47運輸機，以及裝甲車、輕武器、彈藥和雷達。在土耳其，黑海北部海岸部署了各種情報收集飛機，為美國提供有關亞美尼亞和格魯吉亞蘇維埃共和國的情報。還進行了飛越蘇聯的抵近偵察。

### 冷戰

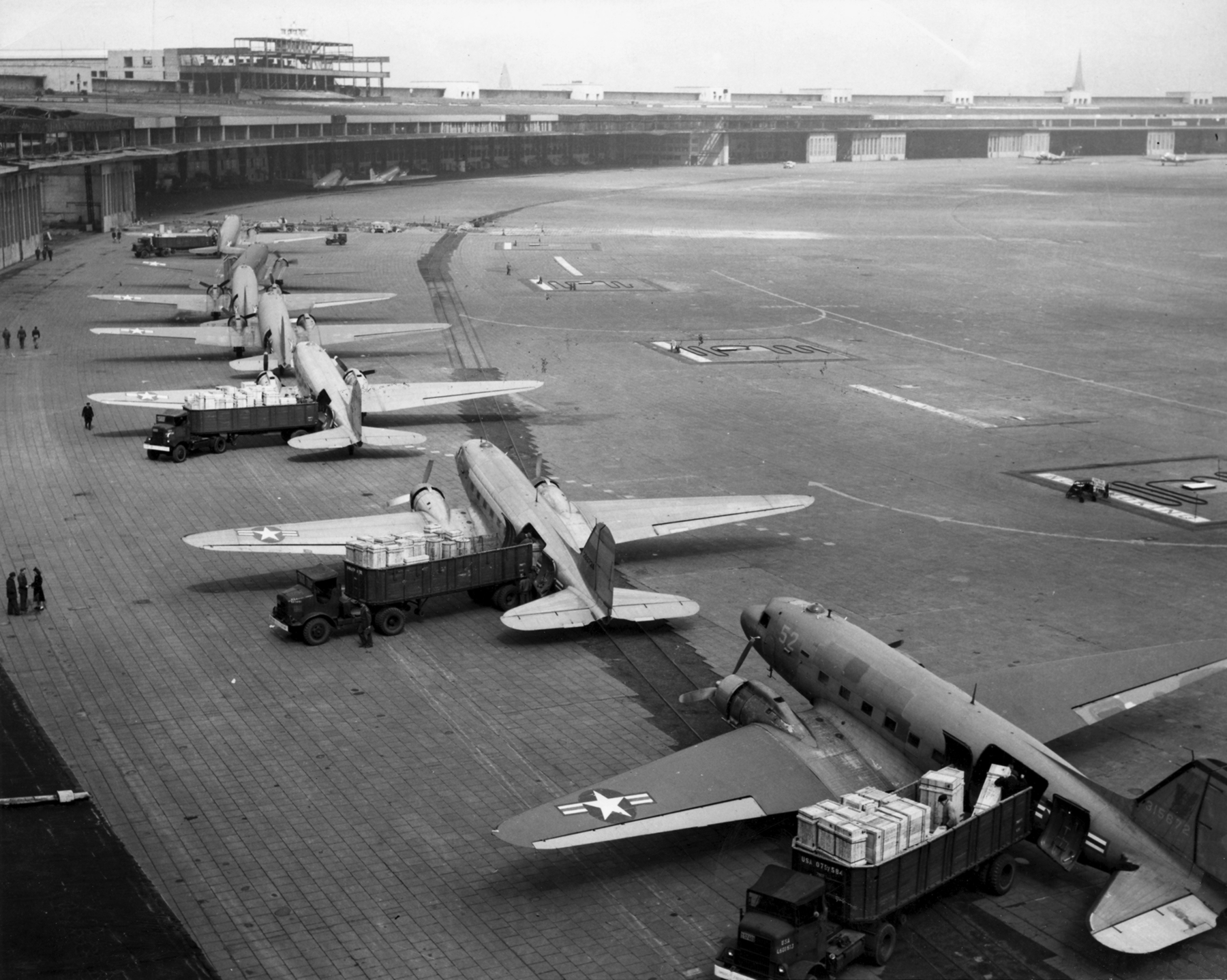
1948年，美國空軍C-47運輸機參與柏林空運行動

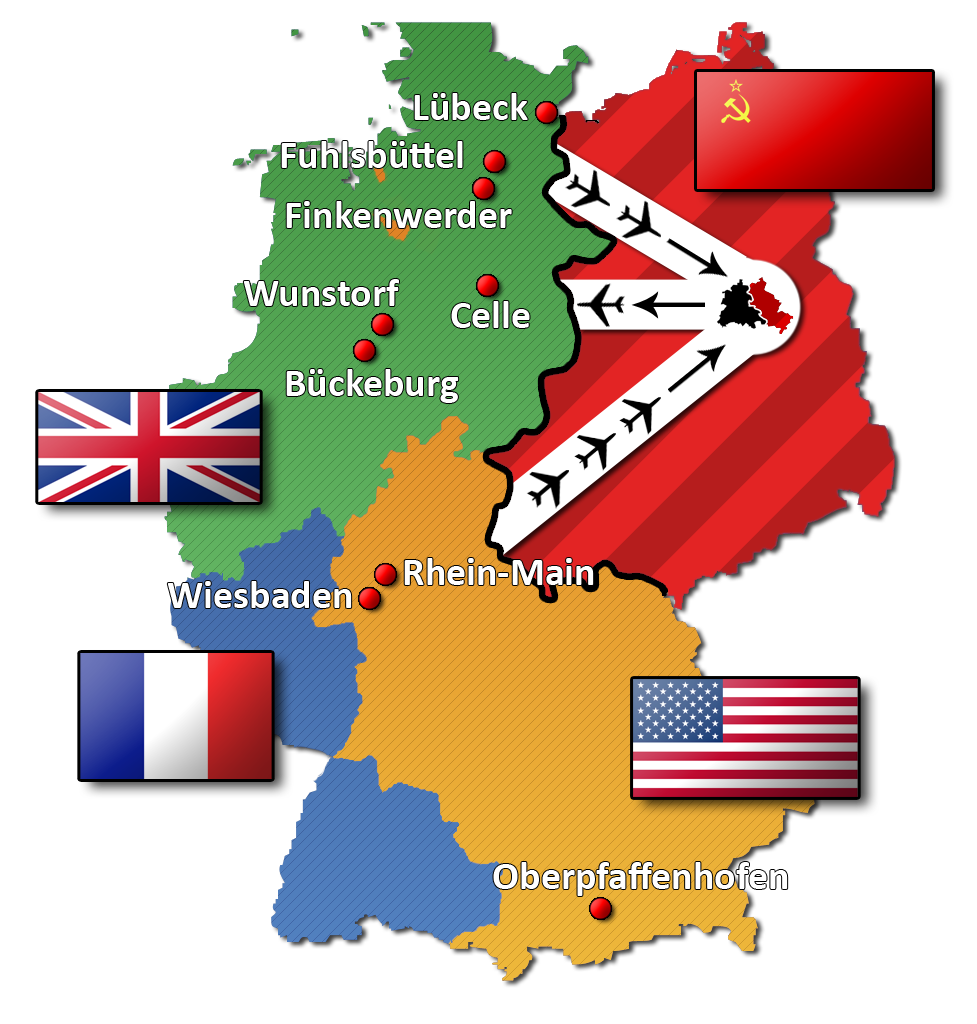
通往柏林的空中走廊

柏林空運是冷戰的決定性事件之一，也標誌著冷戰的開始。柏林封鎖共464天僅通過空中滿足城市需求的努力表明西方國家決心在柏林保持影響力。大規模的人道主義努力是盟軍空軍的早期勝利，象徵著二戰後西方對歐洲反共努力的承諾。
1945年，蘇聯、美國、英國和法國將德國劃分為佔領區。柏林雖然在蘇聯地區，但也被四國瓜分。1948年6月18日，三個西方國家就一種新的共同德國貨幣達成一致，該貨幣於6月20日生效，結束了佔領貨幣的使用並引入了德國馬克。蘇聯認為此舉違反了1945年波茨坦會議達成的協議，該協議規定德國將被視為一個經濟單位。作為對西方貨幣改革行動的回應，蘇聯於6月23日切斷了柏林西部大部分地區的電力供應。第二天，6月24日，蘇聯封鎖了西部所有公路、鐵路和駁船，通過德國的蘇聯佔領區進入柏林的三個西方控制區，開始了柏林封鎖。蘇聯人現在也拒絕了西方關於他們在柏林的佔領權的論點，以及關於暢通無阻地使用通往城市的高速公路和鐵路的合法主張。

### 柏林空運行動

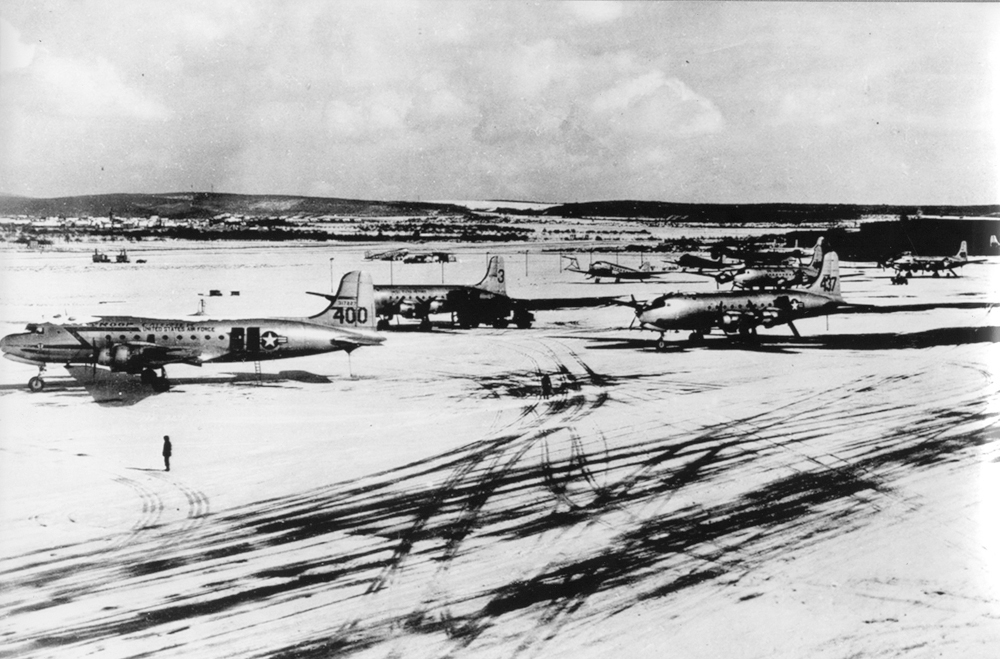
1948–49年冬天的柏林封鎖期間，C-54運輸機在威斯巴登空軍基地

在討論軍事選項後，優先考慮空運柏林，因為蘇聯封鎖柏林對三個空中走廊影響不大。蘇聯最初並沒有干預柏林空運的貨機，因為他們相信空運兩百萬柏林人是一項不可能完成的任務。1948年，駐歐美軍的空運力量有限。該司令部由485架飛機組成，第60部隊運輸大隊和第61部隊運輸大隊位於法蘭克福萊茵-美因的威斯巴登空軍基地，均使用C-47運輸機。唯一的戰鬥機單位是位於慕尼黑附近紐比堡空軍基地的第86戰鬥機大隊，配備了P-47，於1948年7月1日啟用。

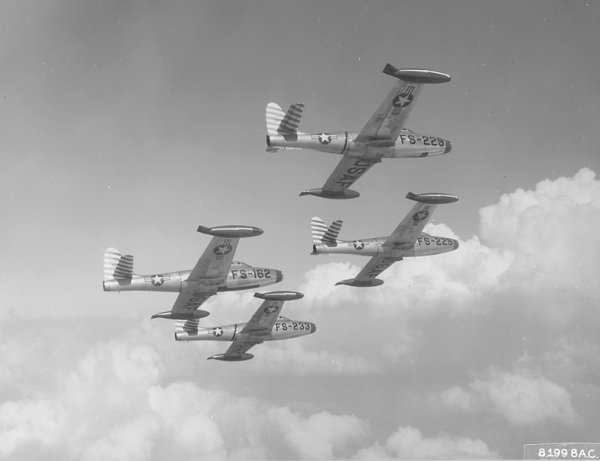
美國空軍P-84雷霆戰鬥機於1947年隨第31戰鬥機大隊抵達德國

6月26日上午，柏林封鎖開始兩天後，第一架裝載牛奶和藥品的C-47從威斯巴登空軍基地起飛，前往柏林滕珀爾霍夫空軍基地。第一天共進行了32次飛行。然而，據估計，維持柏林西部200萬人口所需的12,000噸食物、燃料、衣服和藥品每天需要數百架貨運飛機。根本沒有足夠的C-47可用，因為據估計每天需要900多架才能將其運往柏林。然而，如果使用更大的C-54運輸機，大約180架就可以提供必要的貨物。但是，根本沒有那麼多C-54可用。軍用航空運輸服務處（MATS）奉命調動世界上所有可用的C-54和C-82以支持空運，並翻新盡可能多的封存在戴維斯-蒙森的C-47來執行空運任務。C-74環球霸王運輸機也被考慮使用，因為其巨大的載貨能力將大大減少空運的次數和飛機數量，但這架飛機的著陸要求遠遠超過柏林地區跑道所能提供的，在短跑道上著陸是不安全的，但C-74確實將貨物從美國運送到歐洲的中轉基地。
為了增加歐洲地區的美國空軍的戰術空中力量，1948年7月，75架F-80流星戰鬥機與第36戰鬥機大隊一起轉移到德國，分配到慕尼黑附近的菲爾斯滕費爾德布魯克空軍基地，此舉大大增強了美國空軍的戰術空中力量。

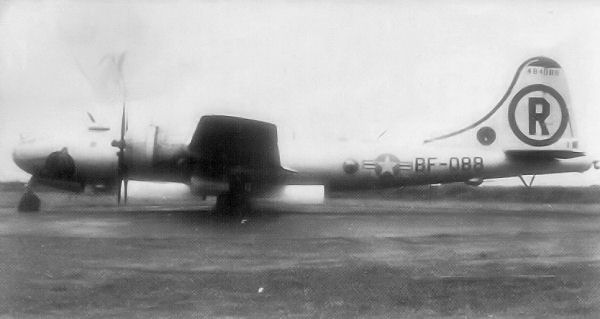
1948年，B-29-60-BA超級堡壘，編號44-84088，分配給位於英國皇家空軍斯坎普頓基地的第718轟炸機中隊

1948年8月，10架C-54抵達德國開始空運服務。此外，民用DC-4被徵收給美國空軍執行空運任務。美國海軍提供了21架R-5D，以及他們的C-54。 Rhein-Main和Wiesbaden的機場開始滿載飛機，並決定也使用位於法斯伯格空軍基地和策勒的英國皇家空軍機場。美國空軍、美國海軍和英國皇家空軍一起空運了超過230萬噸的食品、燃料和醫療用品。大部分噸位由美國空軍運載。柏林空運對美國空軍現有的貨機、飛機發動機、熟練機組人員和維修人員的資源徵稅。
幾個月後，蘇聯人清楚地知道，美國人成功地向柏林西部地區提供了維持它所需的最低限度的補給。蘇聯空軍戰鬥機在空中走廊開始進行模擬襲擊以嚇唬美軍飛行員，這引起了極大的混亂，並大大增加了空中相撞的危險。盡可能多的雅科夫列夫和拉沃奇金戰鬥機也聚集在柏林周圍，然後集體向西飛行，穿過走廊。在蘇聯佔領區的西部邊界附近，他們離開並沿著區域邊界飛到下一個走廊，這樣他們就可以沿著這條走廊飛回柏林，避開交通，飛往柏林周圍的機場。美軍無線電頻率被干擾，並釋放箔條以迷惑雷達操作員。夜間，探照燈照在走廊裡的飛機上。到1949 年春天，美國航空航天局宣布發生了蘇聯人用高射砲向貨機開火的事件，以及允許彈幕氣球在走廊內漂浮的事件。
數百名飛行員以及參與空運的數千名軍人和德國平民的努力為柏林人民提供了保障。平均一天柏林空運通過近1,400次航班運送了近13,000噸糧食。運輸量是如此之大，以至於一架飛機幾乎每分鐘在柏林西部的三個機場之一降落一次。重型運輸機連續不斷的發動機噪音給柏林市民留下了深刻印象。
蘇聯開始意識到，對柏林的封鎖不會達到他們所希望的政治效果。1949年5月12日，蘇聯解除封鎖。然而，空運在9月底之前一直在進行，以確保柏林有足夠的供應，以防重新實施封鎖。

### 1950年代
即使朝鮮戰爭在1950年代初期爆發，杜魯門政府和美國國防部仍將歐洲的空中力量置於比韓國更高的優先地位。1950年9月，北約軍事委員會呼籲建立規模更大的常規部隊以應對蘇聯，隨後在1952年2月在里斯本舉行的北大西洋理事會會議上重申了這一立場。這次會議確立了在1954年發生常規戰爭時最終部署96個師的目標。作為這一集結的一部分，美國空軍打算從16個聯隊總共2,100架飛機擴大到28個聯隊，其中22個在中歐，盟軍僅在該地區，就得到了從美國派遣的已部署戰略空軍司令部部隊的支持。
1951年4月至1954年12月期間，美國空軍將戰術空軍司令部的13個作戰聯隊和空軍物資司令部的1個空軍基地聯隊轉移到美國空軍。8個聯隊是常規空軍聯隊，4個聯隊是國民警衛隊單位，一個聯隊是一個後備動員的空軍預備隊。其中四個聯隊部署到英國，三個部署到西德，六個聯隊部署到法國。這些聯隊約有500架戰鬥機、100架輕型轟炸機、100架戰術偵察機、100架戰術空運運輸機和18,000名人員。
隨著這些來自美國本土的新部隊，美國空軍將其在西德的部隊轉移到萊茵河以西。巴伐利亞現有的基地（埃爾丁空軍基地、菲爾斯滕費爾德布魯克、蘭茨貝格、考夫博倫和紐比貝格空軍基地）被認為太容易受到蘇聯的攻擊，並於1960年關閉。
1954年3月1日，歐洲地區空軍裝備部隊在林賽空軍基地啟動並分配給美國空軍。 然而，空軍物資司令部最終獲得了美國空軍後勤保障的全球責任，1956年1月1日，AMF歐洲區被轉移到了它。作為這次重組的一部分，西班牙空軍司令部也被重新分配到了AMF歐洲區。1958年5月，AMC將AMF歐洲區遷至查特路航空站。
從1954年起，駐歐美國空軍（USAFE）建立了一個大型訓練組織，主要任務是訓練新的西德空軍。訓練中隊先擴大為大隊，然後迅速擴大為聯隊（3-4個大隊）。1955年6月，第7330飛行訓練聯隊組建。第7351飛行訓練大隊被重新命名為聯隊。1955年4月，第7331技術訓練大隊在考夫博倫空軍基地重組為一個聯隊。由於建設德國空軍是重中之重，因此需要一個新的監督總部。1955年7月1日，USAFE臨時訓練總部成立，負責德國空軍的三個訓練聯隊。
Erding、Landsberg和Neubiberg空軍基地雖然名義上受美國空軍控制，但被用來訓練西德空軍飛行員。訓練完成後，基地被移交給西德控制。這些基地中的最後一個在1960年移交。埃爾丁空軍基地在1970年代初期由美國空軍攔截機單位短暫共享。
到1954年，第2航空師在沙烏地阿拉伯的宰赫蘭空軍基地活躍。到1960年，美國空軍控制了法屬摩洛哥、利比亞惠勒斯、希臘、土耳其、義大利和西班牙的其他空軍基地。

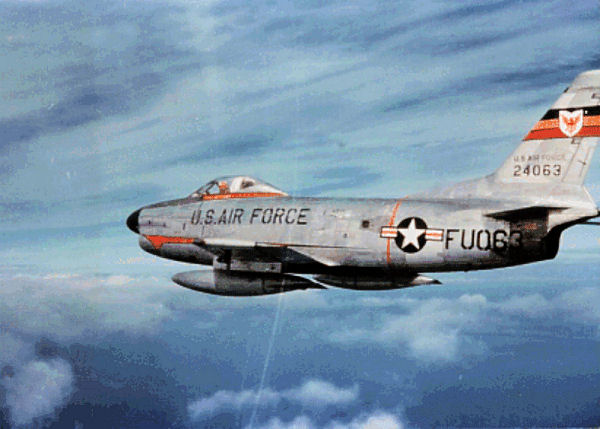
1958年，第513戰鬥攔截機中隊一架52-4063的F-86D軍刀戰鬥機部署在法國法爾斯堡-布爾沙伊德空軍基地並在歐洲執行防空任務

1956年11月4日，匈牙利革命後，蘇聯入侵匈牙利。作為回應，美國向英國伯頓伍德皇家空軍部署了16架B-36轟炸機。B-47轟炸機的幾次臨時部署也被派往北非的基地。

### 1960年代
1961年的柏林危機成為USAFE對所謂“靈活反應”戰略的第一次考驗。1961年春，蘇聯共產黨第一書記兼部長會議主席尼基塔·赫魯曉夫決定與東德政府簽署和平條約。實際上，德意志民主共和國將控制柏林的俄羅斯地區，並可能結束對該市的聯合佔領。這一行動明顯違反了1945年的波茨坦協定。
當西方盟國反對這項提議的和平條約時，赫魯曉夫開始談論限制西方從空中進入柏林並阻止東德人進入這座城市。這種可能性開始了德國人從東部地區外流，因為他們急於離開他們的部門並搬遷到西德。
1961年8月12日晚上，東德政府開始修建柏林牆，以阻止工人從共產主義中流失，從而加劇了過去12個月一直在醞釀的新冷戰危機。柏林成為一個分裂的城市。甘迺迪政府同意的回應是在1961年夏天迅速增加歐洲的戰術空中力量。
作為回應，美國空軍分兩階段向歐洲部署增援部隊——這是自二戰以來規模最大的海外飛機部署行動。第一階段於9月5日開始，執行代號釘錘（Operation Tack Hammer），戰術空軍司令部從其本土的部隊中派出了8個F-100D戰鬥機中隊，共144架戰鬥機增強美國空軍在歐洲的實力。此項行動的戰鬥機都在途中通過空中加油穿越大西洋。TACK HAMMER部署是一項臨時措施，直到 空軍國民警衛隊（ANG）單位可以解除戰術空軍司令部中隊的任務。空軍國民警衛隊的任務是提供6個戰術戰鬥機聯隊和1個戰術偵察聯隊，以擴大駐歐空軍規模。部署在歐洲的還有國民兵的第152戰術控制大隊，由6個戰術控制中隊組成，由230名軍官和 1,850名士官兵配備移動地面雷達和無線電設備，以控制戰場上的戰術空中力量，分散在整個西德。

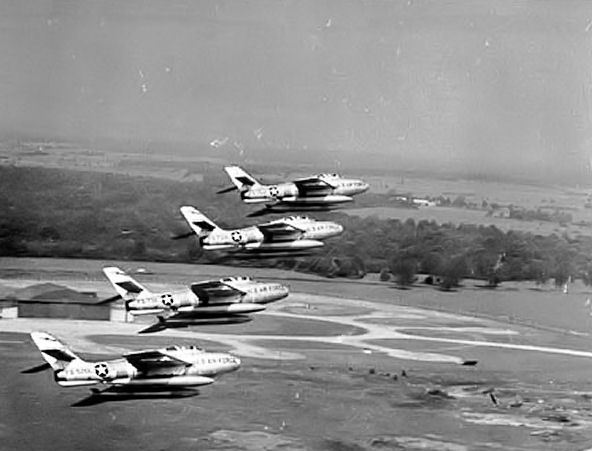
1962年，美國空軍國民警衛隊第7108戰術聯隊（7108th Tactical Wing）的F-84F在法國肖蒙-塞穆捷空軍基地上空編隊，柏林危機結束後，這些飛機被重新分配到第366戰術戰鬥機聯隊

第二階段開始於1961年10月下旬至11月的11個空軍國民警衛隊（ANG）中隊的調動。代號階梯行動（Operation Stair Step）將戰鬥機快速空運到歐洲的行動。ANG聯隊提供的飛機總共有100架F-84E、20架RF-84F、78架F-86H和72架F-104A。大多數戰鬥機於11月4日前抵達，令人訝異的是在途中沒有損失。F-84E和F-86F被認為是陳舊過時的飛機，儘管距離它們出廠僅7到9年。三個F-104中隊於1961年 11月1日啟動。他們拆卸了F-104星式戰鬥機並將其裝入軍用航空運輸勤務部C-124環球霸王II運輸機，然後將它們運送到位於西德和西班牙的空軍基地。
然而，柏林牆建成了，帶有雷區的帶刺鐵絲網延伸了分裂的德國的整個南北線。 在接下來的二十八年裡，這堵牆有效地隔離了東西德。但是美國、英國和法國的聯軍仍然留在柏林，進入這座城市的通道沒有再次受到挑戰。TACK HAMMER和 STAIR STEP部署已經達到了他們的目的；他們對法國的迅速部署明確表明了美國保衛柏林的決心。
大約從1963年開始，由於越南戰爭，駐歐美國空軍的總實力逐步下降，因為美國減少了在歐洲的兵力，在東南亞打了十年有限的戰爭。

### 法國退出北約軍事結構
1966年3月7日，法國總統戴高樂宣布法國將退出北約的綜合軍事結構。他給了北約部隊一年時間（直到1967年4月1日）離開法國。美國國務院、美國國防部和美國空軍對美軍撤離法國的消息以及隨之而來的西歐一體化北約防空和戰術空中力量減少的問題進行了精心處理。由於美國媒體關注越南戰爭，美國媒體幾乎沒有報導北約軍隊（主要是美軍）從法國撤出。
1966-67年期間，美國空軍在法國的所有辦公室和設施都關閉，人員和設備轉移到其他北約國家。美國空軍在法國的最後一次活動是位於奧利機場（Orly Airport）的第1630空軍基地中隊（1630th Air Base Squadron）和巴黎行政辦公室。兩者都於1967年6月關閉。C-117B“超級空中列車”於1967年5月31日飛離法國，為美國空軍最後一架離開法國的飛機。隨著從法國的撤出，美國空軍需要進行重大重組。位於斯潘達勒姆空軍基地的第49戰術戰鬥機聯隊（49 TFW）的三個中隊和位於哈恩空軍基地的第50戰術戰鬥機聯隊的第417中隊被召回美國。儘管這些中隊已遷往美國，但它們仍然是駐歐空軍永久部隊的一部分。據美國國防部稱，這些中隊可以隨時返回歐洲基地，無需冗長的準備。
1967年，第49戰術戰鬥機聯隊的三個中隊飛回美國，駐紮在新墨西哥州的霍洛曼空軍基地，第417戰術戰鬥機中隊直到1968 年才返回美國，當時該中隊駐紮在愛達荷州的芒廷霍姆空軍基地的。1968年，四個中隊完全改用麥克唐納道格拉斯F-4幽靈II戰鬥機，為他們在駐歐空軍中的新角色進行了準備。四個中隊的主要任務是執行代號鳳頭帽計劃（Project Crested Cap）。Crested Cap是陸軍演習 REFORGER的空軍部分，在此期間，來自美國本土的陸軍和空軍部隊將被部署到歐洲進行演習。大多數重型裝備，如裝甲車、大砲等，都是通過海路運輸的，以行使這一運輸組成部分，部隊通過軍用運輸機進行飛行。

### 駐西班牙的美國空軍

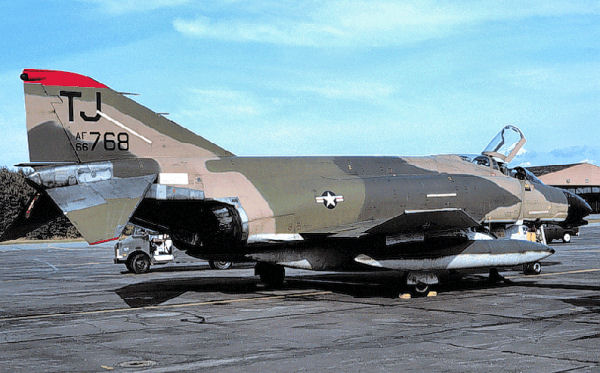
美國空軍第401戰術戰鬥機聯隊編號66-0768F-4D幽靈II戰鬥機部署在西班牙托雷洪空軍基地

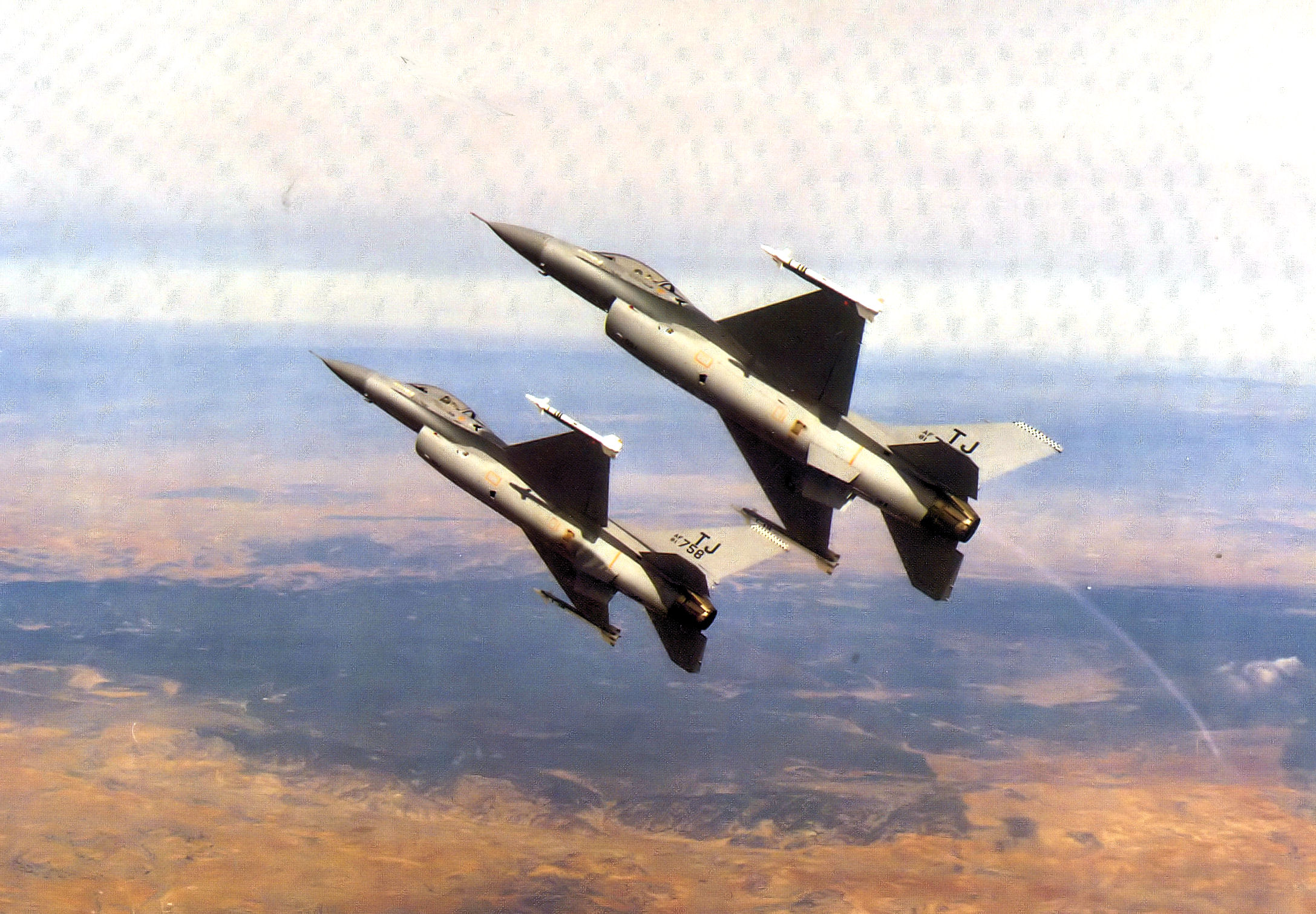
美國空軍第401戰術戰鬥機聯隊的F-16C戰鬥機部署在西班牙托雷洪空軍基地

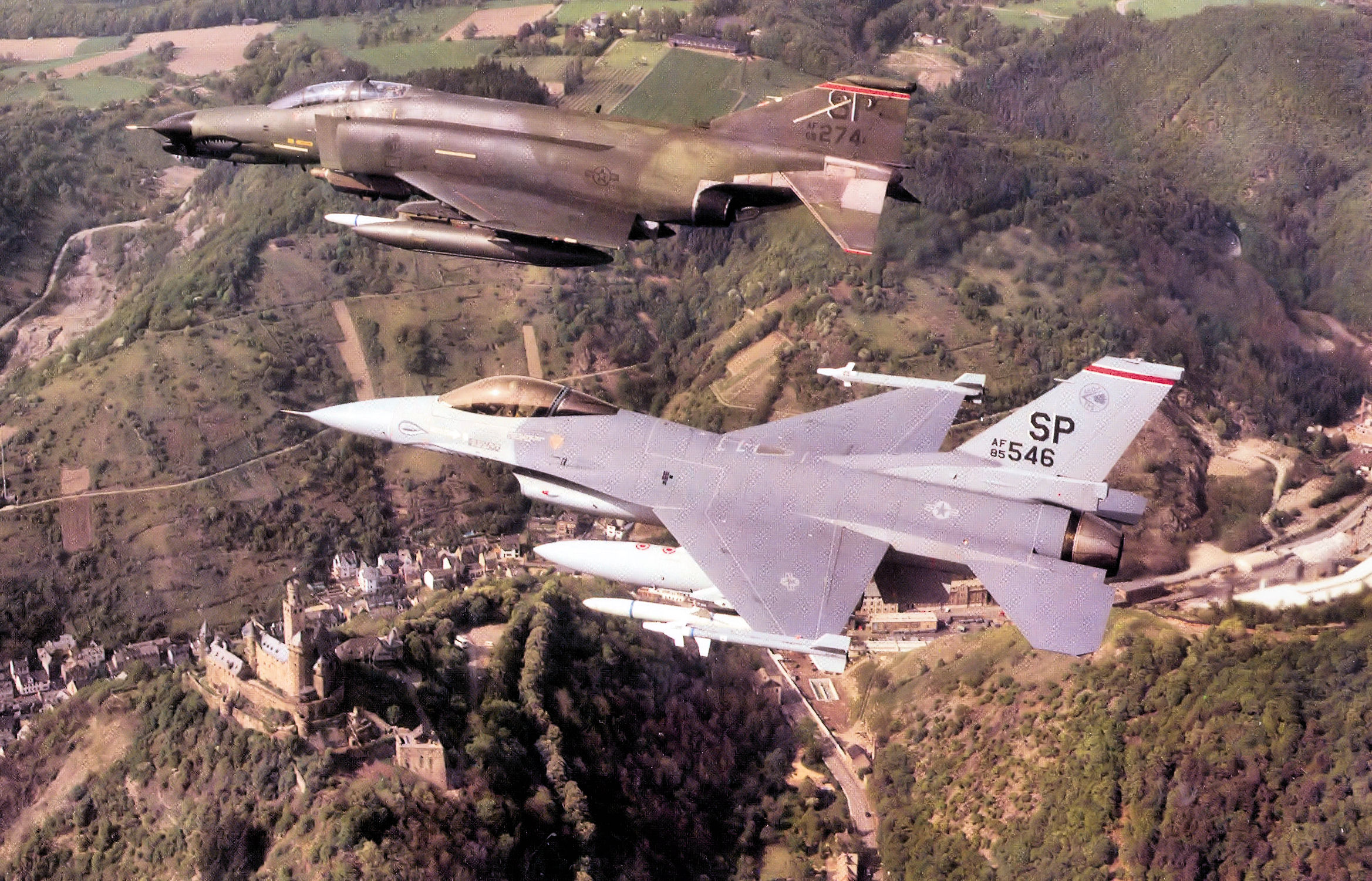
1987年，第52戰術戰鬥機聯隊的F-4G戰鬥機及F-16C戰鬥機部署在西德斯潘達勒姆空軍基地

在西班牙於1982年加入北約之前，美國空軍多年來一直使用西班牙的空軍基地。最初主要由戰略空軍司令部使用，它們是位於西班牙南部塞維利亞附近莫龍的莫龍空軍基地和位於馬德里附近托雷洪的托雷洪空軍基地。位於西班牙的空軍基地對於通過南大西洋航線加強駐歐空軍非常重要。通過葡萄牙亞速爾群島的拉傑斯機場飛往歐洲的飛機總是在莫龍加油，後來也在托雷洪加油。這些基地還擁有進行飛機維護和修理的美軍設施。然而，氣候條件允許時，美國空軍也到西班牙進行武器訓練，當時武器訓練仍然主要在利比亞進行，利用惠勒斯空軍基地的靶場。
1960年6月，第65航空師被轉移到駐歐空軍後，美國空軍在西班牙的活動顯著增加。兩個配備F-102三角劍戰鬥機的攔截中隊成立，第431戰鬥機攔截中隊（431 FIS）駐紮在薩拉戈薩空軍基地，第497戰鬥機攔截中隊（497 FIS）駐紮在托雷洪空軍基地。莫龍空軍基地（Morón AB）的CASA飛機製造廠被引進來維護美國空軍駐紮在西班牙、德國和荷蘭的F-102A防空戰鬥機。

### 駐土耳其的美國空軍
美國物流大隊 (TUSLOG) 是美國空軍在土耳其的主要機構。TUSLOG不僅指揮美國空軍的各個單位，還支持所有其他美國軍事組織和土耳其政府機構。TUSLOG成立於1955年，總部位於土耳其首都安卡拉。位於阿達納附近因吉爾利克空軍基地的第39空軍基地聯隊支持訓練部署和區域演習；國家指揮機構任務的通信；為各種單位和一個空中機動司令部租戶單位提供支持，提供乘客和貨物的航空運輸。從1950年代到1970年代，第39大隊支持於土耳其的各種SAC活動，這些活動將因吉爾利克集中用作U-2偵察機沿蘇聯邊境和中東的偵察飛行基地。

### 1970-1980年代
變化一直持續到1970年代初。1973年3月，駐歐美國空軍司令部從德國林賽空軍基地轉移到拉姆施泰因空軍基地，1974年6月，北約中歐盟軍空軍基地在拉姆施泰因空軍基地成立，在歐洲指揮美國空軍部隊。

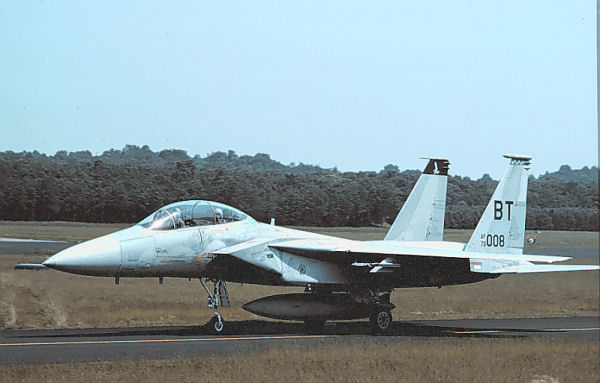
編號79-0008的F-15D鷹式戰鬥機部署在西德比特堡空軍基地，第525戰術戰鬥機中隊

1976年，新型麥克唐納道格拉斯F-15A/B鷹式戰鬥機被引入美國空軍。以應對蘇聯新的米格-25戰鬥機。F-15A於1977年4月隨第36戰術戰鬥機聯隊部署到西德比特堡空軍基地。作為Project Ready Eagle計畫的一部分，位於荷蘭蘇斯特貝格空軍基地的第32戰術戰鬥機中隊也升級為F-15A/B鷹式戰鬥機。到1986年，所有駐歐空軍的F-4戰鬥機都被F-15和F-16戰鬥機取代。第36戰術戰鬥機聯隊（36th TFW）現有的F-4E幽靈II戰鬥機被併入三個新的USAFE中隊，這些中隊分別位於Hahn空軍基地（313 TFS）、蘇斯特貝格空軍基地（480 TFS）和拉姆施泰因空軍基地空軍基地（ 512 TFS）。轉用F-15、F-16的準備工作全速進行，被賦予了項目名稱“Ready Eagle”，包括對USAFE飛行員的過渡培訓。

## 现行组织结构

### 空军基地

#### 主要作戰基地
| 英国 - 米登霍爾皇家空軍基地（，第100空中加油聯隊） - 雷肯希斯皇家空军基地（，第48戰鬥機聯隊） - 奧爾康伯里皇家空軍基地（，第501戰鬥支援聯隊） | 德国 - 拉姆施泰因空军基地（，第86空運聯隊） - 斯潘達勒姆空軍基地（，第52戰鬥機聯隊） 義大利 - 阿维亚诺空军基地（，第31戰鬥機聯隊） |

#### 次要基地及支援設施
| 比利时 - 謝夫爾空軍基地（，第86空運聯隊） 賽普勒斯 - 亞克羅提利皇家空軍基地（） 德国 - 斯圖加特機場（，第86空運聯隊） 挪威 - 索拉海空軍基地（，第426基地中隊） - 斯塔萬格空軍基地（，第426基地中隊分遣隊） 葡萄牙 - 拉日什空軍基地（，第65基地聯隊） 西班牙 - 莫隆空軍基地（，第86空運聯隊、第496基地中隊） | 土耳其 - 伊茲密爾空軍基地（） - 安卡拉空軍基地（） - 因瑟利克空軍基地（，第39基地聯隊） 英国 - 奧爾康伯里皇家空軍基地（，第423基地大隊） - 克勞登皇家空軍基地（，第422基地大隊） - 莫爾斯沃斯皇家空軍基地（，第423基地大隊） - 厄普伍德皇家空軍基地（，第423基地大隊） - 威爾福德皇家空軍基地（，第424基地中隊） - 曼威斯丘皇家空軍基地（，第421基地大隊） - 費爾福德皇家空軍基地（，第420基地大隊） |